# Ułus changałaski
Ułus changałaski (ros. Хангаласский улус, jakut. Хаҥалас улууhа) – ułus znajdujący w centralno-południowej części Jakucji w Rosji.

## Geografia
Ułus changałaski znajduje się w centralno-południowej części Jakucji. Administracyjnym centrum Ułusu changałaskiego jest Pokrowsk. Jest jednym z najmniejszych ułusów w Jakucji. Na terenie ułusu znajduje się 29 osad ludzkich.

## Historia
Na terenie ułusu znajdują się pozostałości po paleolitycznych osadach (sprzed ponad 200 000 lat).
W XIX wieku teren obecnego ułusu był miejscem zsyłki więźniów politycznych.
W 1930 roku ustanowiono rejon zachodniochangałaski, który w 1992 roku przekształcono w ułus changałaski.
Herb ułusu został ustalony i zatwierdzony 17 czerwca 2005 roku, a flaga 28 listopada 2019 roku.

## Demografia
W 2021 roku w ułusie changałaskim żyło 34 638 osób.